# اطلاعات

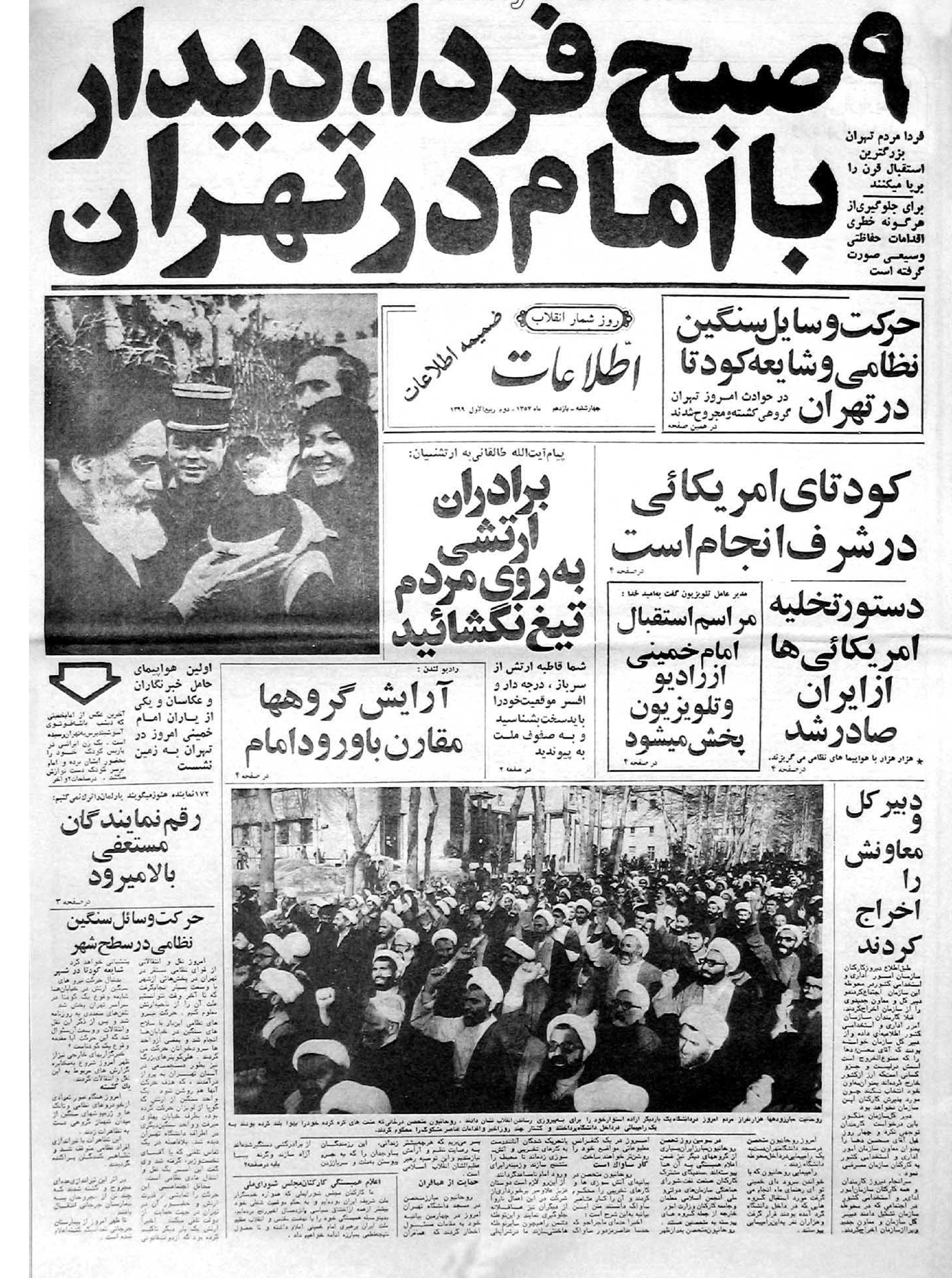
الصفحة الأولى من صحيفة إطلاعات أثناء تغطية أحداث الثورة الإيرانية عام 1979

اطلاعات ، هي صحيفة إيرانية يومية أسست عام 1926م، وتقع مقرها في العاصمة الإيرانية طهران، وتصدر باللغة الفارسية.

## الأحداث
في اليوم السادس من يناير عام 1978 ، ظهر مقالة في صحيفة إطلاعات يتهم الخميني بأنه مثلي جنسياً ، وفي اليوم التالي، احتج رجال الدين في مدينة قم الإيرانية هذا المقال، وبعد خروج للمظاهرات، أمرت الشرطة بتفريق المتظاهرين، فرفضوا مطـالب الشرطة، وأطلق النار عليهم، وتصاعد الغضب الشعبي إلى اطلاق الثورة الإيرانية عام 1979م.

## مصدر
1. ↑  Sandra Mackey (1996) The Iranians: Persia, Islam and the Soul of a Nation. Plum Penguin Group. New York, NY. p.278 ISBN 0-452-27563-6

## وصلة خارجية
الموقع الرسمي